# Виту, Фредерик
Фредери́к Виту́  (фр. Frédéric Vitoux; род. 19 августа 1944, Витри-о-Лож) — французский прозаик и литературный критик, член Французской академии с 2001 года.

## Биография
Родился 19 августа 1944 года в Витри-о-Ложе (Луаре). Учился в лицее Карла Великого, затем поступил в Институт высших кинематографических исследований, но переключился на филологическое образование в Парижском университете, защитив в 1968 году докторскую диссертацию о Луи-Фердинанде Селине.
Фредерик Виту — сын журналиста Пьера Виту. В период учёбы с 1966 года сотрудничал в журнале «Positif». В 1973 году издательством «Галлимар» опубликован первый роман Виту Cartes postales («Открытки»). Занимался литературной и кинокритикой последовательно в Le Quotidien de Paris и Le Nouvel Observateur. В 1970-х годах являлся литературным консультантом в издательстве Stock, а позднее до 1990 года — в издательстве Calmann-Lévy. Автор романов и научных работ, включая несколько исследований жизни и творчества Селина. Для телевидения написал сценарии по классическим романам: «Без семьи» (2000 год), «Робинзон Крузо» (2002). 13 декабря 2001 года избран во Французскую академию, заняв 15-е кресло, остававшееся вакантным после смерти Жака Лорана.
В 1994 году роман La Comédie de Terracina (Комедия Террачины) удостоен Большой премии Французской академии за роман.

## Труды
- Louis-Ferdinand Céline, misère et parole (Gallimard; thèse de 3e cycle ès lettres remaniée), 1973
- Cartes postales (Gallimard), 1973
- Les Cercles de l’orage (Grasset), 1976
- Bébert, le chat de Louis-Ferdinand Céline (Grasset), 1976
- Yedda jusqu’à la fin (Grasset), 1978
- Céline (Belfond), 1978
- Un amour de chat (Balland), 1979
- Mes îles Saint-Louis (Le Chêne), 1981
- Gioacchino Rossini (Le Seuil), 1982
- Fin de saison au Palazzo Pedrotti (Le Seuil), 1983
- La Nartelle (Le Seuil), 1985
- Il me semble désormais que Roger est en Italie (Actes-Sud), 1986
- Riviera (Le Seuil), 1987
- La vie de Céline (Grasset), 1988
- Sérénissime (Le Seuil), 1990
- L’art de vivre à Venise (Flammarion), 1990
- Charles et Camille (Le Seuil), 1992
- Paris vu du Louvre (A. Biro), 1993
- La Comédie de Terracina[фр.] (Le Seuil), 1994
- Deux femmes (Le Seuil), 1996
- Esther et le diplomate (Le Seuil), 1998
- L’ami de mon père (Le Seuil), 2000 (в сотрудничестве с отцом).
- Le Var pluriel et singulier (Équinoxe), 2001
- Des dahlias rouge et mauve (Le Seuil), 2003
- Villa Sémiramis (Le Seuil), 2004
- Le roman de Figaro (Fayard), 2005
- Un film avec elle (Fayard), 2006
- Clarisse (Fayard), 2008
- Dictionnaire amoureux des chats (Plon), 2008
- Céline, un homme en colère (Écriture), 2009
- Grand Hôtel Nelson (Fayard), 2010
- Bernard Frank est un chat (Léo Scheer), 2011
- Jours inquiets dans l’île Saint-Louis (Fayard), 2012
- Voir Manet (Fayard), 2013
- Les Désengagés (Fayard), 2014
- Au Rendez-vous des Mariniers (Fayard), 2016
- L’Express de Bénarès (Fayard), 2018
- Longtemps, j’ai donné raison à Ginger Rogers (Grasset), 2020

### Ассистент режиссёра
- Massacre pour une orgie[фр.] Жана-Пьера Бастида[фр.] (1966)